# Giorgio Santelli
Giorgio Santelli (n. 25 noiembrie 1897, Budapesta, Austro-Ungaria – d. 8 octombrie 1985, Teaneck⁠(d), New Jersey, SUA) a fost un scrimer american, medaliat olimpic. A participat la o ediție a Jocurilor Olimpice (1920) în care a câștigat o medalie de aur.

## Participări
Lista de mai jos prezintă principalele competiții la care a participat Giorgio Santelli de-a lungul carierei.
- fencing at the 1920 Summer Olympics – men's team sabre[*]